# Монтгомери, Гуго, 2-й граф Шрусбери
Гуго де Монтгомери (англ. Hugh of Montgomery, фр. Hugh de Montgomery; около 1053/1059 — 31 июля 1098) — англо-нормандский аристократ, 2-й граф Шрусбери и барон Арундела с 1094 года, третий сын Роджера де Монтгомери, 1-го графа Шрусбери, и Мабель де Беллем. В валлийских источниках его называют с прозвищем «Красный» (валл. Goch). Гуго был активным участником борьбы за подчинение Уэльса, предприняв 2 военных похода ещё при жизни отца. Так в 1074 году он совершил набег, опустошив Кередигион. Ещё при жизни отца Гуго владел прибыльным поместьем в Саффолке. В конце 1070-х годов он был в Нормандии, когда безуспешно пытался догнать убийц своей матери.
После смерти отца Гуго унаследовал обширные английские владения рода в 12 графствах и графский титул, в то время как нормандские владения рода унаследовал его старший брат Роберт де Беллем. В 1095 году граф принял участие в неудачном восстании Роберта де Моубрея против Вильгельма II Рыжего, но отделался штрафом в 3 тысячи фунтов. В 1098 году Гуго вместе с Гуго д’Авраншем, графом Честером, предпринял поход в Уэльс, во время которого погиб в битве в проливе Менай. Детей он не оставил, поэтому его владения унаследовал старший брат Роберт.

## Происхождение
Гуго происходил из нормандского рода Монтгомери, имевшего владения в Нормандии. По мнению Кэтлин Томпсон, Монтгомери были либо потомками первых скандинавов, селившихся в Центральной Нормандии, которые не зависели от Руанского анклава, не имея связей с герцогской семьёй, либо они могли поселиться в холмах Монтгомери, которые было легче оборонять, прибыв сюда во время переселения норманнов на запад в середине X века. Центром их владений был Монтгомери (современные коммуны Сен-Жермен-де-Монгомри и Сент-Фуа-де-Монгомри в французском департаменте Кальвадос). Кроме того, представители находились в родстве с герцогами Нормандии. Первым достоверно известным представителем рода был Роджер I де Монтгомери, который во время правления герцога Роберта Дьявола (1027—1035 годы) занимал видное место среди нормандской знати. Он был сеньором Монтгомери, а также виконтом области Иемуа, однако во время анархии (1035—1040-е годы), сопровождавшей несовершеннолетие Вильгельма Завоевателя, попал в опалу и был изгнан из герцогства. Из его 5 сыновей трое погибли в период анархии. Наследником владений оказался третий сын, Роджер II де Монтгомери, который был советником герцога Вильгельма Завоевателя, пользуясь его большим доверием. Благодаря браку с Мабель де Беллем он распространил свою власть на владения Беллемского дома, располагавшиеся как на южной границе Нормандии, так и в Иль-де-Франс и графстве Мэн.
От брака с Мабель де Беллем у Роджера II родилось 6 сыновей и 4 дочери. Старший из сыновей, Роджер, умер ребёнком. Гуго был третьим по старшинству (и вторым выжившим) сыном.

## Ранняя карьера
Гуго родился, вероятно, около 1053/1059 года. Во время начала нормандского завоевания Англии в 1066 году он, судя по всему, был подростком и не принимал участие в битве при Гастингсе. Не участвовал в ней и его отец, который был оставлен в Нормандии помогать жене Вильгельма I Завоевателя управлять герцогством в его отсутствие. В 1067 году Роджер II де Мотгомери прибыл в Англию, где получил обширные и богатые владения в 12 графствах, в основном в Шропшире и Западном Суссексе. Позже Роджер получил и титул графа Шрусбери. В Шропшире он создал ряд оборонительных замков на границе с Уэльсом (Шропширская марка).
Неизвестно, когда Гуго оказался в Англии, но точно прибыл туда к 1074 году, когда предпринял набег в Уэльс. Предположительно он его начал из района Арвистли в Центральном Уэльсе или, по крайней мере, двигался через него. В результате его похода был опустошён Кередигион. Ещё одну кампанию в Уэльсе Гуго предпринял около 1081 года.
Как минимум один раз, в конце 1070-х годов, Гуго посетил Нормандию — в период, когда была убита его мать. Убийство было совершено местным дворянином Гуго де Рошем, изгнанным по вине Мабель из своих владений. Доведённый до отчаяния, он уговорил своих троих братьев помочь ему; ночью 2 декабря они пробились в замок Бюр-сюр-Див, где в это время находилась графиня, ворвались в комнату, в которой она отдыхала после ванны, и отрубили ей голову, после чего смогли бежать. Именно Гуго де Монтгомери пытался догнать убийц, но тем удалось ускользнуть. В 1080 году он находился в Кане, где засвидетельствовал хартию, данную аббатству Троарн.
В Англии Гуго никак не упоминается в связи с владениями отца в Суссексе. При этом в 1086 году он был главным арендатором прибыльного поместья Уорфилд в Стаффордшире, которое располагалось неподалёку от двух крупных отцовских поместий в Шропшире — Морвилла и Кватфорда. Оно приносило Гуго годовой доход в 18 фунтов. В 1088 году он, возможно, был одним из сыновей Роджера де Монтгомери, которые упоминаются как участники восстания англо-нормандской знати против короля Англии Вильгельма II Рыжего на стороне герцога Нормандии Роберта Куртгёза.

## Граф
Согласно «Книге Страшного суда», в 1086 году Роджер де Монтгомери владел 276 поместьями в качестве главного арендатора и 80 поместьями в качестве субарендатора. Основные владения располагались в Шропшире и Суффолке; другие поместья располагались в 10 разбросанных по королевству графствах. Больше всего их было в Стаффордшире, а кроме того — в Вустершире, Глостершире, Кембриджшире, Мидлсексе, Суррее, Уилтшире,  Уорикшире, Хартфордшире и Хэмпшире. Общий ежегодный доход от его поместий в 1086 году составлял 2078 фунтов, из которых около тысячи фунтов приносили рейпы в Суссексе, около 750 фунтов — поместья в Шропшире и Стаффордшире, а около 350 фунтов — остальные поместья. Фактически Монтгомери располагал большим земельным богатством, чем кто-либо в Англии, кроме короля.
В 1094 году, ощущая приближение смерти, Роджер де Монтгомери постригся в монахи в основанном им аббатстве Шрусбери, где и умер 27 июля. Свои владения он разделил между двумя сыновьями. Гуго получил владения в Англии и титул графа Шрусбери, а его старшему брату Роберту де Беллему, который после гибели матери управлял её владениями, достались нормандские владения отца.
В отличие от отца, Гуго практически никогда не бывал при дворе. Все те 4 года, пока он был графом Шрусбери, основное внимание Гуго было занято борьбой с валлийцами. Уже в первый год самостоятельного правления Гуго Монтгомери столкнулся с крупным восстанием валлийцев, которые захватили замок Монтгомери, вырезав его гарнизон. 
В 1095 году Гуго был сообщником Роберта де Моубрея, неудачно восставшего против Вильгельма II Рыжего. Ордерик Виталий, единственный хронист, упоминающий об участии графа Шрусбери в мятеже, не сообщает подробностей, упоминая только что король говорил «наедине» с Монтгомери, после чего вернул ему расположение за уплату штрафа в 3 тысячи фунтов.
В Шропшире Гуго, как и отец, был благотворителем аббатства Шрусбери. Во время похорон в нём отца он даровал ему хартию свобод. Кроме того, Гуго передал аббатству десятину с охоты в Шрусбери, за исключением доходов от лесов Сент-Милдбурга. При этом, по мнению Дж. Мейсона, интересы графа к юго-восточной части Шрусбери снизились, поскольку он подчинил церковь Кватфорда аббатству Ла-Сов-Мажор, располагавшемся недалеко от Бордо. Не совсем ясно, почему Гуго выбрал настолько далёкое аквитанское аббатство, а не какое-то более близкое. Не исключено, что основавший Ла-Сов Джеральд имел многих последователей среди нормандцев, среди них могли быть и Монтгомери. Одновременно этому же аббатству пожаловал десятину с двух поместий в Линкольншире Арнульф, брат Гуго.
В 1098 году Гуго вместе с Гуго д’Авраншем, графом Честером, возглавили военный поход на территорию Гвинеда. Жители королевства в этот период были более могущественными, чем валлийцы Южного Уэльса, против которых он предпринимал поход в 1074 году. Рассказы источников об этом наступлении достаточно запутаны, однако известно, что англичанам удалось обратить валлийцев в бегство, заняв Англси. В это же время у берегов Уэльса появился большой флот норвежского короля Магнуса III Голоногого, который перед этим совершал набеги на Гебридские острова. Ордерик Виталий полагает, что именно вторжение норвежцев стало причиной похода двух графов. Гуго де Монтгомери, дождавшись в Деганви графа Честера, двинулся на запад и в конце июля погиб около Аберллейниога во время битвы в проливе Менай. Он был одет в полный доспех и небрежно ехал по мелководью, когда ему в глаз через глазницу шлема прилетела стрела, прицельно выпущенная норвежцем, после чего он упал в море. Нескандинавские источники сообщают, что выстрел совершил сам король Магнус, в то время как скандинавские склонны преуменьшать роль норвежского короля в гибели графа Шрусбери. Так автор «Обзора сага о норвежских конунгах» пишет, что убивший Гуго бросил лук королю Магнусу со словами: «хорошо выстрелил, сэр». «Круг Земной» указывает, что Магнус выстрелил одновременно с другим воином, и именно стрела «другого» убила графа. Тело Гуго с трудом нашли и доставили в Шрусбери, где он в середине августа, через 17 дней после смерти, и был похоронен.
Гуго Монтгомери не был женат и детей не имел. Хотя на его наследство претендовал младший брат Арнульф, английске владения Монтгомери фактически купил старший брат, Роберт де Беллем, заплативший за них королю какую-то плату.

## Личность
Ордерик Виталий указывает, что Гуго был единственным «мягким и милым» из сыновей Мабель де Беллем. При этом валлийские хронисты изображают его жестоким по отношению к представителям своего народа. Гуго достаточно хорошо разбирался в политике, географии и военном деле в Уэльсе; однако, по иронии судьбы, он погиб в стычке со случайным скандинавским захватчиком, которого мало волновали валлийские дела, бывшие норвежские владения или Ирландия.